# Svenska Supercupen för damer 2015
För herrarnas upplaga av cupen, se Svenska Supercupen 2015
Supercupen 2015 var det sjunde året supercupen spelades sedan starten 2007, det är en årlig återkommande fotbollsmatch som spelas mellan föregående säsongs vinnare i Damallsvenskan och Svenska cupen. Matchen spelades på Malmö IP den 15 mars 2015 och spelades mellan FC Rosengård (mästare i Damallsvenskan 2014) och Linköpings FC (mästare i Svenska cupen 2013/2014). Matchen blev Rosengårds tredje deltagande och Linköpings fjärde deltagande, bägge lagen hade vunnit cupen 2 gånger vardera inför matchen.
I Sverige så sände TV12 matchen.  Säsongen 2014 spelades matchen ej på grund av säsongsomläggning. FC Rosengård vann matchen efter ett mål av Marta i den 74:e minuten.

## Matchfakta
|             | 15 mars 2015 | FC Rosengård | 1 – 0   | Linköpings FC | Malmö IP, Malmö                                    |                                                    |
| 13:00 UTC+1 | 13:00 UTC+1  | Marta 74′    | Rapport |               | Publik: 334 Domare: Pernilla Larsson (Trollhättan) | Publik: 334 Domare: Pernilla Larsson (Trollhättan) |
| 13:00 UTC+1 | 13:00 UTC+1  |              |         |               | Publik: 334 Domare: Pernilla Larsson (Trollhättan) | Publik: 334 Domare: Pernilla Larsson (Trollhättan) |
| 13:00 UTC+1 | 13:00 UTC+1  |              |         |               | Publik: 334 Domare: Pernilla Larsson (Trollhättan) | Publik: 334 Domare: Pernilla Larsson (Trollhättan) |

| FC Rosengård: |    |                          |
|               |    |                          |
| MV            | 30 | Zecira Musovic           |
| HB            | 16 | Lina Nilsson (k)         |
| MB            | 3  | Amanda Ilestedt          |
| MB            | 9  | Emma Berglund            |
| VB            | 5  | Alexandra Lowe Riley     |
| HM            | 15 | Therese Sjögran          |
| MF            | 7  | Sara Björk Gunnarsdottir |
| MF            | 6  | Anita Asante             |
| VM            | 11 | Marta                    |
| A             | 23 | Nathalie Persson 62′     |
| A             | 31 | Anja Mittag              |
| Avbytare:     |    |                          |
| MV            | 1  | Kathrin Längert          |
| N/A           | 2  | Line Røddik Hansen 62′   |
| N/A           | 14 | Emma Pennsäter           |
| MF            | 18 | Sofia Hagman             |
| B             | 22 | Hanna Persson            |
| B             | 24 | Ebba Wieder              |
| Tränare:      |    |                          |
| Markus Tilly  |    |                          |

| Linköpings FC: |    |                        |
|                |    |                        |
| MV             | 1  | Katie Fraine           |
| HB             | 15 | Jessica Samuelsson     |
| MB             | 3  | Janni Arnth (k)        |
| MB             | 20 | Magdalena Ericsson     |
| VB             | 25 | Jonna Andersson        |
| HM             | 10 | Emma Lennartsson 75′   |
| MF             | 8  | Vera Dyatel            |
| MF             | 6  | Mariann Gajhede        |
| VM             | 19 | Kristine Minde         |
| A              | 9  | Stina Blackstenius 86′ |
| A              | 16 | Pernille Harder        |
| Avbytare:      |    |                        |
| MV             | 2  | Cajsa Andersson        |
| MF             | 13 | Tove Almqvist 86′      |
| MF             | 17 | Venera Rexhi           |
| B              | 21 | Maja Krantz 75′ 92'    |
| MF             | 24 | Emilia Larsson         |
| Tränare:       |    |                        |
| Martin Sjögren |    |                        |

| DOMARE - Assisterande domare: - Anna Nyström, (Grillby) - Sandra Österberg, (Göteborg) - Fjärdedomare: Alicia Westman, (Hisings Backa) | MATCHREGLER - 90 minuter. - 30 minuters förlängning vid oavgjort resultat. - Straffsparksläggning om resultatet fortfarande är oavgjort. - Sju avbytare. - Max tre byten tillåtna. |